# Frontières de la Tchéquie
Cet article recense les frontières de la Tchéquie.

## Frontières terrestres

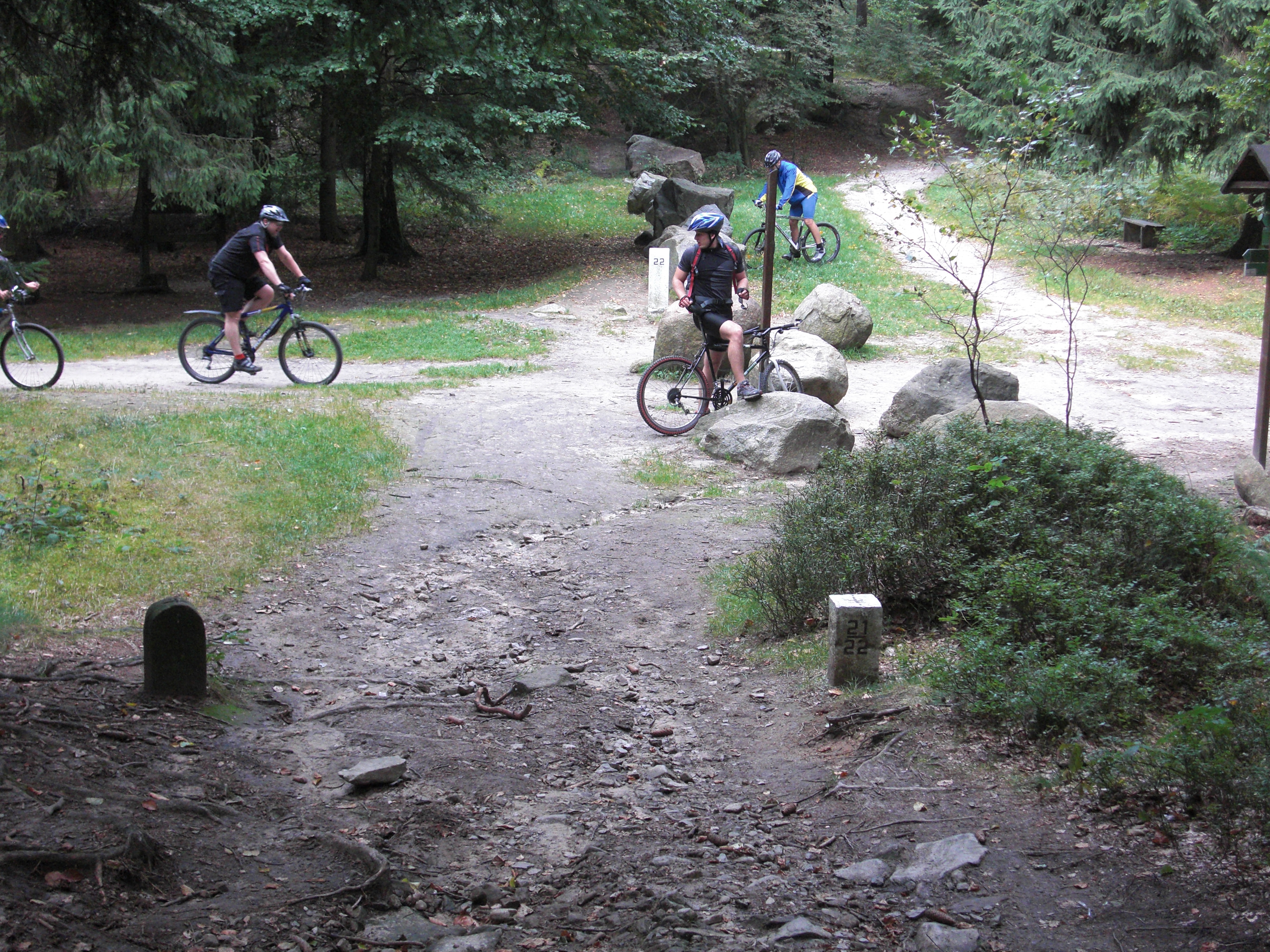
Un point de la frontière entre la Tchéquie et l'Allemagne.

La Tchéquie n'a que des frontières terrestres qu'elle partage avec quatre pays voisins, Pologne, Autriche, Slovaquie, Allemagne. La République tchèque possède également une enclave de la France, grâce à la butte de Zuran.
| Pays      | Longueur (km) |
| --------- | ------------- |
| Pologne   | 796           |
| Autriche  | 466           |
| Slovaquie | 252           |
| Allemagne | 646           |
| Total     | 2160          |